# 1-二十烯
1-二十烯（英語：1-eicosene）是一种有机化合物，化学式C20H40，可见于焦曲霉、香莢蘭、瑞香等物种。
它在二氯甲烷中可以和聚(4-乙烯基吡啶鎓三溴化物)反应，得到1,2-二溴二十烷。